# Arafat (Mauritania)
Arafat è uno dei nove distretti di Nouakchott, la capitale della Mauritania.
Si trova nella zona sud di Nouakchott ed è il capoluogo del dipartimento di Arafat.